# Łubień (rejon wilejski)
Łubień – dawna wieś. Tereny, na których leżała, znajdują się obecnie na Białorusi, w obwodzie mińskim, w rejonie wilejskim, w sielsowiecie Dołhinów.

## Historia
W czasach zaborów w powiecie wilejskim, w guberni wileńskiej Imperium Rosyjskiego.
W latach 1921–1945 wieś leżała w Polsce, w województwie wileńskim, w powiecie wilejskim, w gminie Dołhinów.
Według Powszechnego Spisu Ludności z 1921 roku zamieszkiwało tu 96 osób, 5 było wyznania rzymskokatolickiego a 91 prawosławnego. Jednocześnie 2 mieszkańców zadeklarowało polską, 93 białoruską a 1 inną przynależność narodową. Było tu 19 budynków mieszkalnych. W 1931 w 20 domach zamieszkiwało 109 osób.
Wierni należeli do parafii rzymskokatolickiej i prawosławnej w Dołhinowie. Miejscowość podlegała pod Sąd Grodzki w Dołhinowie i Okręgowy w Wilnie; właściwy urząd pocztowy mieścił się w Dołhinowie.